# Fonologia da língua birmanesa
A língua birmanesa apresenta uma Fonologia característica de língua tonal, sendo os tons representados em sua escrita (ver alfabeto birmanês).

## Consoantes
|                      | Bilabial | Dental | Alveolar | Post-alveolar e Palatal | Velar e Labiovelar | Glotal | Nenhuma |
| -------------------- | -------- | ------ | -------- | ----------------------- | ------------------ | ------ | ------- |
| Plosiva e Africativa | pʰ p b   | tʰ t d | tʰ t d   | tʃʰ tʃ dʒ               | kʰ k ɡ             | ʔ      |         |
| Nasal                | m̥ m      | n̥ n    | n̥ n      | ɲ̥ ɲ                     | ŋ̊ ŋ                |        | N       |
| Fricativa            |          | θ (ð)  | sʰ s z   | ʃ                       |                    | h      |         |
| Aproximante          |          | (ɹ)    | (ɹ)      | j                       | (w̥) w              |        |         |
| Lateral              |          | l̥ l    | l̥ l      |                         |                    |        |         |

A aproximente /ɹ/ é usada tão somente em nomes de localidades nas quais a pronúncia do Pali ou do Sânscrito é preservada. Exemplo: Amarapura, cuja pronúnicia é [àməɹa̰pùɹa̰]). Também é usada essa /ɹ/ em palavras oriundas do Inglês. Historicamente, /ɹ/ se tornou /j/ em Burmês, sendo substituída muitas vezes por  /j/ em palavras do Pāli. Exemplo: ရဟန္တာ (ra.hanta) /jəhàNdà/ "monge", ရာဇ (raja.) /jàza̰/ "rei". Pode também, ocasionalmente, ser substituída por /l/, como na palavra de origem Pali para "animal" တိရစ္ဆာန် (ti.rac hcan), cuja pronúncia pode ser tanto [təɹeiʔ sʰàn] como [təleiʔ sʰàn]. Similarmente, é raro o som de /ʍ/, o qual desapareceu do Burmês moderno, exceto ao transcerverem-se palavras estrangeiras.  [ð] é também muito incomum, exceto no alofone com consoante sonora de /θ/.
Os fonemas /pʰ, p/ são frequentemente pronunciadas como /b/, /kʰ, k/ como /ɡ/, /tʃʰ, tʃ/ como /dʒ/ e /sʰ, s/ como /z/ em palavras compostas. /dʒ/, quando seguem uma final nasalizada pode se tornar um som /j/. Por exemplo, "blusa" (အင်္ကျီ ang kyi) pode ser pronunciada /èiNdʒí/ ou /èiNjí/. Porém, esse efeito somente em palavras compostas.O Burmês tende a pronunciar as palavras com /p, pʰ, b, t, tʰ, d/ como /m/ quando em palavras compostas. Exemplo incluem တိုင်ပင် ("consultar" [tã̀ĩm pĩ̀], pronunciada comumente como [tã̀ĩm mĩ̀]), တောင်းပန် ("desculpar, perdoar" [tã́ʊ̃m bã̀], pronunciada [tã́ʊ̃m mã̀]), လေယာဉ်ပျံ ("aeroplano" [lèi yĩ̀m pjã̀], geralmente pronuciada [lèi mjã̀]).
Numa nasal não localizada /N/ funciona com a nasalização da vogal que a predede ou como uma "homorgânica" nasal da consoante seguinte. Desse modo, /mòuNdáiN/ "tempestade" é pronunciada [mõ̀ũndã́ĩ].
Em muitas palavras birmanesas, as Consoantes aspiradas indicam verbos na Voz ativa ou Verbo transitivo, ao passo que as Consoantes "não aspiradas indicam Voz passiva ou Verbo intranstivo. Exemplos: verbo cozinhar - na versão aspirada  ချက် ([tʃʰeʔ]) tem o sentido de cozinhar algo; na versão não aspirada ကျက်([tʃeʔ]) significa ser cozido. Outro exemplo é "encolher", onde a versão aspirada ဖြေ ([pʰjè]) é o encolher transitivo, enquanto que a forma não aspirada ပြေ ([pjè]) é o  "encolher intranstivo.

## Vogais
|              | Monoditongos | Monoditongos       | Ditongos             | Ditongos |
| Frontal      | Posterior    | Frontal "offglide" | Posterior "offglide" |          |
| ------------ | ------------ | ------------------ | -------------------- | -------- |
| Fechada      | i            | u                  |                      |          |
| Meio fechada | e            | o                  | eɪ                   | oʊ       |
| Medial       | ə            | ə                  |                      |          |
| Meio aberta  | ɛ            | ɔ                  |                      |          |
| Aberta       |              | a                  | aɪ                   | aʊ       |

Os monoditongos /e/, /o/, /ə/ e /ɔ/ ocorrem em sílabas abertas (sem vogal coda, final); os ditongos  /ei/, /ou/, /ai/ e /au/ só ocorem em sílabas fechadas (com vogal coda, fechada).

## Tons
O burmês é uma língua tonal, ou seja um idioma no qual os constrastes dos fonemas podem ter com base o Tom de uma Vogal. Em burmês, esses constrates não envolvem somente o simples tom em si, mas também a fonação, a intensidade (força), duração e a qualidade de uma vogal. Há quatro tons de contraste em burmês. Na tagela a seguir estão apresentados os tons na vogal /a/ como exemplo; as descrições fonéticas são de Wheatley (1987).
| Tom                       | Símbolo (mostrado em a) | Descrição |
| ------------------------- | ----------------------- | --- |
| Baixo (နိမ့်သံ)               | à                       | Fonação normal, Duração média, Intensidade baixa, Baixo tom (às vezes sobe um pouco)                                                   |
| Alto (တက်သံ)                | á                       | por vezes levemente respiratório, relativamente longo, alta intensidade, tom alto - às vezes com uma queda antes de pausa              |
| Vibrante (rascante) (သက်သံ) | a̰                       | Voz temporizada, fonação vibrante, rascante (por vezes com glotal "stop" liberada), duração média, Tom alto (às vezes desce um pouco); |
| Estancado (တိုင်သံ)           | aʔ                      | Qualidade de vogal centralizada, glotal final "stop", duração curta, Tom alto - em citação pode variar no contexto)                    |

Como exemplo, as seguintes palavras apresentam, cada uma, um dos tipos de tom:
- Baixo /kʰà/ "chacoalhar"
- Alto /kʰá/ "ser amargo"
- Vibrante /kʰa̰/ "multa, taxa"
- Estancado /kʰaʔ/ "extrair, retirar"

Em sílabas terminando em /N/, não há tom estancado:
- Baixo /kʰàN/ "suportar"
- Alto /kʰáN/ "secar"
- Vibrante /kʰa̰N/ "nomear, indicar"

Porém, no Burmês de hoje alguns linguistas classificam apenas dois 'Tons reais (embora haja 4 nominalmente e transcritos na grafia).
- "Alto" (usado em palavras que terminam em "stop" ou "estancado", tom Alto-descendo);
- Ordinário (palavras não estancadas e não glotais, com tom Descendente ou Baixo)

Esses tons emglobam uma variedade de sub-tons  O tom ordinário consiste numa série de tonalidades. O linguista L. F. Taylor declarou que "o ritmo da conversação e a intonação eufônica tem muita importância" não verificada em línguas tonais relacionadas e que o s concluded that "o sistema tonal burmês está hoje em avançado processo de redução"

## Sílabas
A estrutura de Sílabas do burmês é C(G)V((V)C), ou seja a sílaba básica consiste em Consoante + (opcional) Semi-Vogal  + Sílaba Rima (monotongo sozinho ou monotongo com consoante ou ditongo com consoante). As únicas consoantes que podem ficar no final da sílaba são /ʔ/ e /N/. Alguns casos representativos:
- CV /mè/ 'garota'
- CVC /mɛʔ/ 'implorar'
- CGV /mjè/ 'terra'
- CGVC /mjɛʔ/ 'olho'
- CVVC /màuN/ (termo p/ falar com homem jovem)
- CGVVC /mjáuN/ 'sulco (na terra)'

Uma sílaba mínima (um só som, caracter) apresenta algumas restrições. Deve:
- conter /ə/ como única vogal
- não ter outra vogal final
- não ter tom
- não ter semi-vogal depois da consoante
- não ser a sílaba final da palavra

Palavras contendo sílabas mínimas:
- /kʰə.louʔ/ 'pico, cocoruto'
- /pə.lwè/ 'flauta'
- /θə.jɔ̀/ 'zombaria'
- /kə.lɛʔ/ 'malicioso'
- /tʰə.mə.jè/ 'água de arrozal'